# جورج براون (لاعب كريكت بريطاني)
جورج براون (6 أكتوبر 1887 - 3 ديسمبر 1964) (بالإنجليزية: George Brown)‏ هو لاعب كريكت بريطاني. شارك مع منتخب إنجلترا للكريكت.

## وصلات خارجية
- جورج براون على موقع إي آس بي آن كريك إنفو (الإنجليزية)